# Боснія і Герцеговина на літніх Паралімпійських іграх 2000
Боснія і Герцеговина брала участь у літніх Паралімпійських іграх 2000 року у Сіднеї (Австралія), вдруге за свою історію. Олімпійська збірна країни складалася з 13 спортсменів, які брали участь лише в одному виді спортивних змагань: з волейболу сидячи. Олімпійці Боснії і Герцеговини завоювали одну срібну медаль. Це перша Паралімпійська медаль за всю історію країни.